# Кайлярски конак
Кайлярският конак (на турски: Konak) е обществена сграда, една от архитектурните забележителности на западномакедонския град Кайляри (Птолемаида), Гърция.
Разположена е в парка на централния площад на града. Датата на изграждане е неизвестна, но документ от 3 май 1904 година се отнася до цената на изграждането на кули за пазачите на конака, а телегама от 1 ноември 1908 година се занимава с реконструкцията на сградата. От 15 май 1988 година се използва за Общинска библиотека.